# Begijnebrug (Ninove)
De Begijnebrug is een metalen ophaalbrug over de Dender in Ninove. De brug ligt in de N8a, de oude baan tussen Veurne en Brussel, voordat de N8 door middel van een ringweg rond het centrum van Ninove werd aangelegd.
De brug werd in 1957 gebouwd en bestaat uit één overspanning van 15 m lang. De breedte bedraagt 10 m.